# Desastre del barranc del Llop
El desastre del barranc del Llop (en castellà Barranco del Lobo) fou una greu derrota militar patida el 27 de juliol de 1909 per Espanya en la lluita contra els grups armats (harques) de les cabiles (subtribus) de la rodalia de Melilla, que s'oposaven amb ple dret a la construcció d'un ferrocarril per explotar unes mines de les que eren propietaris i la concessió de les quals s'havia adquirit fraudulentament, que fou coneguda com a campanya de 1909.
A la nit del 26 al 27 de juliol les harques van avançar posicions al Gurugú. El dia 27 la brigada del general Guillermo Pintos, enviada per protegir els treballadors que havien de reparar la via fèrria, es va repartir i la meitat va pujar cap al Barranc de l'Infern, on fou atacada; el general Guillermo Pintos va ser el primer a caure només iniciats els trets; els oficials i soldats es van retirar cap al barranc del Llop, on foren sorpresos i aniquilats pels marroquins. Segons dades oficials les baixes foren: 1 general mort, 5 caps morts, 12 oficials morts i 38 ferits, i més de 700 soldats entre morts, ferits i desapareguts. Les xifres no oficials parlen d'entre 1000 i 1500 morts.
Aquest desastre va causar gran commoció a la península, però no va tenir incidència immediata en la Setmana Tràgica, que ja havia esclatat el dia abans.